# Craterosiphon schmitzii
Craterosiphon schmitzii är en tibastväxtart som beskrevs av André Georges Marie Walter Albert Robyns. Craterosiphon schmitzii ingår i släktet Craterosiphon och familjen tibastväxter. Inga underarter finns listade i Catalogue of Life.